# Otto Langey
Otto Langey (Leichholz, nu: Drzewce, 20 oktober 1851 – New York, 15 maart 1922) was een Duits-Amerikaanse componist, muziekpedagoog, dirigent, arrangeur en cellist.

## Levensloop
Langey studeerde muziek bij Specht in Żary, heeft toen nog Sorau geheten, bij Ullrich in Halle, van 1866 tot 1871 bij Julius Cabisius in Bremen en van 1872 tot 1874 studeerde harmonie, contrapunt en compositie bij Wilhelm Fritze (1842-1881) aan diens Singakademie in Legnica, toen heette het nog Liegnitz. In 1877 vertrok hij naar Londen in het Verenigd Koninkrijk en werd aldaar cellist in orkesten onder leiding van Charles Hallé en Hans Richter, later werd hij dirigent en dirigeerde diverse opera's en concerten. In 1889 verhuisde hij naar de Verenigde Staten en werd daar cellist in Bochert's Boston Symphony Club. Later vertrok hij naar New York en werkte daar als muziekleraar voor cello. Vanaf 1909 was hij ook medewerker, componist en arrangeur in de muziekuitgave G. Schirmer en vooral verantwoordelijk voor de uitgave van de Schirmer Galaxy of Orchestra Music Series, het G. Schirmer's Concert Album for Orchestra en - samen met Oliver Ditson - Schirmer's Photoplay Series. 
Als componist schreef hij werken voor orkest, harmonieorkest, vocale muziek, kamermuziek en een hele reeks van methodes (tutors) voor 28 verschillende instrumenten.

## Composities

### Werken voor orkest
- 1881 Zwei schottische Tänze (Two Scottish dances), voor orkest, op. 21
- 1885 Leila Valse, voor orkest, op. 36
- 1885 Mandolinata, Mexicaanse serenade voor orkest, op. 37
- 1890 Südbilder Waltz, voor orkest
- 1891 Dreams of Devotion, voor orkest
- 1897 Heloise, intermezzo voor orkest, op. 128
- 1902 Dream Shadows - A Tone Picture, voor orkest, op. 140
- 1907 Schumann Suite, voor piano en orkest
- 1908 The Prima Donna - Selection from the Music by Victor Herbert, voor orkest
- 1911 From Italy - A Selection of Italian Folk-Songs, voor orkest, piano en harmonium
- 1911 Selection from "Natoma" - Grand Opera by Victor Herbert, voor orkest
- 1911 The Girl of the Golden West - Selection from the opera "La Fanciulla del West" by Giacomo Puccini, voor orkest
- 1913 The Emerald Isle - A Selection of Irish Melodies, voor orkest, piano en harmonium
- 1915-1922 Ditson's music for the photoplay[4]
  1. Agitated hurry - Music for the Photoplay
  2. Agitato (B) - for scenes of a restless or excitable character
  3. Agitato no. 1 - depicting excitement, anxiety, fear
  4. Agitato no. 3 - suitable for gruesome or infernal scenes, witches, etc.
  5. Allegro vivace no. 1 - a hunting scene; characteristic hunting sketch, horse fair, cowboy scene, charivari, etc.
  6. Allegro no. 2 - cowboy riding, a characteristic race-course scene, with horse-hoof effects, etc.
  7. Andante-amoroso - depicting the dawning and fading of day, op. 165
  8. Andante-dramatic - for situations of impending danger, etc.
  9. Furioso no. 1 - thunderstorm, a storm at sea, a riot, etc.
  10. Furioso no. 2 - for riot scenes, tumults, etc.
  11. Galop no. 2 - "The Movie Patrol"
  12. Hurry (B) for general use
  13. Hurry no. 1
  14. Hurry no. 2 - for scenes of great excitement, duels, fights, etc.
  15. Hurry no. 3 - for fire-alarm or western scenes
  16. Mysterioso - depicting: fear, stealth, gruesomeness, etc.
  17. Mysterious furioso - suitable for infernal and wierd scenes, witches, etc.
  18. Storm music - applicable for thunderstorms, storms at sea, or scenes of a destructive character
- 1915 From the Highlands - A Selection of Scotch Melodies, voor orkest, piano en harmonium
- 1917 Suite of Three Oriental Sketches - In a Chinese Tea Room, op. 158, nr. 2
- 1917 Dance of the débutantes - ballet-caprice, voor orkest, op. 159
- 1917 A Russian Pansy - flower song, voor orkest, op. 160
- 1918 Liberty Overture, voor orkest, piano en harmonium, op. 162
- 1919 Twilight Musings - Andante pathétic, voor orkest, op. 164
- Arabische Serenade, voor orkest, op. 24
- Gondolier And Nightingale, Barcarolle voor orkest
- Overture Peche Mignon, voor orkest, op. 44
- Romance, voor hobo (of viool) en orkest
- Serenata Neapolitana, voor dwarsfluit en strijkorkest, op. 80
- Two little Comrades, Ländler voor 2 violen en strijkorkest, op. 62

### Werken voor harmonieorkest
- 1892 Saragossa - Spanish Valse, op. 72
- 1894 Musical Scenes from Scotland, fantasie
- 1896 Down in a Coal Mine, fantasie
- 1896 Fantasia on "My old Kentucky home"
- 1896 Felice, canzonetta voor harmonieorkest
- 1898 Dixie - Grand Fantasia on Dixie
- 1899 Uncle Tom - Plantation Overture - bewerkt door Louis-Philippe Laurendeau
- 1904 Sounds from England - Selection on English Melodies - bewerkt door Louis-Philippe Laurendeau
- 1905 Mexican Beauties, serenade
- 1906 Evening Breeze, idylle
- Floral dance (Danse des fleurs)
- In der Vogelhandlung (In a Bird Store), idylle
- Mandolinata, op. 37 - bewerkt door Miguel C. Meyrelles
- Musical Scenes from Spain, fantasie

### Vocale muziek

#### Liederen
- 1881 Restored, voor zangstem en piano - tekst: Somers Bellamy
- 1886 He gets there just the same, voor zangstem en piano - tekst: Will M. Peters
- 1897 Queen of the Bicycle Girls, voor hoge zangstem en piano - tekst: William Henry Gardner
- 1901 But why?, voor zangstem en piano, op. 138 - tekst: Walter Browne

### Kamermuziek
- 1913 Evening Breeze, idylle voor strijkkwartet
- Tarantella, voor viool en piano, op. 70

### Werken voor piano
- 1883 The Nautch Girls' Polka on melodies from Henry Pontet's opera "Melita"
- 1885 Leila Valse, op. 36
- 1885 Mandolinata, Mexicaanse serenade, op. 37
- Mexican serenade
- Mi Querida - Spanish Dance, op. 53

### Werken voor mandoline
- 1885 Mandolinata, Mexicaanse serenade voor mandoline (of gitaar), op. 37

### Pedagogische werken
- 1885 Tutor voor de drie-snarige  contrabas (Tutor for the three string double bass)
- 1885 Tutor voor kornet (Tutor for the cornet)
- 1889 Tutor voor fagot (Otto Langey's new and revised edition of celebrated tutors. Bassoon)
- 1889 Tutor voor dwarsfluit (Otto Langey's new and revised edition of celebrated tutors: Flute)
- 1889 Tutor voor kornet (Otto Langey's new and revised edition of celebrated tutors: B♭ cornet)
- 1890 Tutor voor contrabas (New and revised edition of celebrated tutors for double bass, 4 strings)
- 1890 Tutor voor klarinet (Otto Langey's new and revised edition of celebrated tutors: clarinet)
- 1890 Tutor voor trombone: bassleutel (Otto Langey's newly revised tutor for slide trombone, bass clef)
- 1891 Tutor voor althoorn (Otto Langey's new and revised edition of celebrated tutors. E♭ alto)
- 1891 Tutor voor altviool (Otto Langey's newly revised tutor for viola: with appendix)
- 1891 Tutor voor bariton. bassleutel (Otto Langey's new and revised edition of celebrated tutors: Baritone (bass clef, three valves))
- 1891 Tutor voor cello (Otto Langey's newly revised tutor for violoncello)
- 1891 Tutor voor mandoline (Tutor for the mandolin)
- 1891 Tutor voor piccolo (Otto Langey's new and revised edition of celebrated tutors. Piccolo)
- 1892 Tutor voor contrabas (Tutor for the double bass)
- 1892 Tutor voor hoorn (Otto Langey's new and revised edition of celebrated tutors: French horn)
- 1904 Tutor voor saxofoon (Practical tutor for the saxophone)
- 1908 Tutor voor de vier-snarige contrabas (Practical tutor for the double-bass (with four strings))
- 1909 Practical tutor for the flute (in four systems)
- 1909 Practical tutor for the side drum
- Tutor voor hobo en althobo (Practical tutor for the oboe and the cor Anglais)
- Tutor voor viool (Tutor for the violin)